# Байзак (Нарынская область)
Байзак (кирг. Байзак) — село в Жумгальском районе Нарынской области Кыргызстана. Административный центр Байзаковского аильного аймака Кыргызстана.

## Население
| 2011 |
| ---- |
| 5512 |
| 2023 |
| 6268 |

## Сельское хозяйство
Байзак — центр сельскохозяйственного производства. Здесь выращивают разнообразные овощные культуры: огурцы, перец, баклажаны, морковь, картофель и др.

## Образование
Байзакская средняя школа им. Асылбека Молдокеева.
Музыкальная школа имени Солто Рысманбетова.
ДЮСШ "Дордо" спортивная школа

## Спорт
В селе есть хоккейная команда «Байзак».
31 августа 2015 года открыто футбольное поле, где прошёл финал районного мини-футбольного турнира.

## Известные уроженцы
- Шакин Эсенкулов — писатель, драматург.
- Муратбек Рыскулов СССР эл артисти актер.
- Советбек Байгазиев филология илимдеринин доктору профессор
- Айылчы Сарыбаев экономика илимдеринин доктору жана профессору

## Достопримечательности
Историко-этнографический музей им. Ш. Эсенгулова.